# Земљотрес у Мјанмару 2011.
Земљотрес у Мјанмару 2011. године је потрес магнитуде 6,8 Рихтера који је погодио североисточни део државе Мјанмар. Епицентар земљотреса је био у провинцији Шан, са хипоцентром на дубини од 32 km. Касније су се догодила два накнадна потреса, један јачине од 4,8, а други 5,4 магнитуде, као и један магнитуде 5,0 Рихтера са епицентром 110 км од Чијанг Раја, града у северном Тајланду. Погинуло је најмање 75 особа, а 111 их је повређено.